# 나노신소재
주식회사 나노신소재는 대한민국의 제조 기업으로, 본사는 세종시 부강면 금호안골길 78, 부강지방산업단지내에 있다.
금속이나 비금속을 통해 초미립 나노 분말로 합성하고 고체나 슬러리 형태의 액상 제품을 제조한다.
2024년 재닛 옐런 미국 재무장관이 조현동 주미대사, 앤디 비쉬어 켄터키주지사 등과 함께 회사의 미주 공장을 방문해서 화제가 되었다.

## 역사
- 2000년 한밭대 박장우 교수(응용화학전공)가 제자 3명과 함께 한밭대 창업보육센터에서 시작하였다.[4]
- 2011년 2월 9일에 공모가 17,000원에 코스닥 시장에 상장하였다.[5]

## 같이 보기
- 한밭대학교
- 석경AT
- 나노팀
- 나노캠텍
- 나노브릭
- 나노CMS